# Immo (Bischof)
Immo (* um 1000; † um 1050) war ein deutscher Kleriker aus dem Bistum Worms und ab 1036 Bischof von Arezzo in Italien. 

## Leben und Wirken
Immo besuchte die Wormser Domschule, was sich aus einem erhaltenen Brief an seinen früheren Lehrer Ebbo ergibt. Als dieser Ebbo wird heute gemeinhin der spätere Bischof Eberhard I. von Konstanz angesehen, der in Worms auch als Domscholaster wirkte. Laut Selbstzeugnis des Chronisten und Mönchs Albert von Metz, in der Widmung seines  Werkes De diversitate temporum libri (um 1024) an Bischof Burchard von Worms, war er ein Bruder Immos. Dieser lebte damals als Diakon in Worms und wurde von Burchard protegiert.
Ab etwa 1030 gehörte Immo, der auch eine Pfründe am Martinsstift Worms besaß, zur Hofkapelle von Kaiser Konrad II. Am Hof fungierte er zudem als Sekretär und Notar des Herrschers. In dieser Zeit bat er von dort aus seinen alten Lehrer Ebbo, sich beim Wormser Bischof für ihn zu verwenden, damit ihm die schon lange versprochene Propstei des Stiftes Mosbach übertragen werde.
Durch Protektion Kaiser Konrad II. wurde Immo 1036 Bischof von Arezzo in der Toskana, wo er eifrig und geschickt wirkte. Beim zweiten Italienzug des Monarchen begleitete er die Kaiserin Gisela nach Rom.
In der sogenannten Älteren Wormser Briefsammlung haben sich fünf  Briefe von Immo erhalten u. a. an Bischof Azecho von Worms, dem er 1036 von den Vorgängen am Hof berichtete.
Wann Bischof Immo starb ist nicht genau bekannt. Zuletzt urkundete er im Dezember 1048 als Oberhirte von Arezzo. 1051 erscheint bereits sein Nachfolger Arnald urkundlich.